# Державний фемінізм
Державний фемінізм — фемінізм, створений або схвалений урядом держави чи нації. Зазвичай у ньому вказується конкретна програма. Термін був введений Гельгою Гернес із особливим посиланням на ситуацію в Норвегії, яка мала традиції підтримуваного урядом ліберального фемінізму, починаючи з 1880-х років, і часто використовується під час обговорення підтримуваної урядом політики гендерної рівності в скандинавських країнах, які пов'язані з скандинавською моделлю. Термін також використовувався в контексті країн, що розвиваються, де уряд може призначати свою форму фемінізму і водночас забороняти неурядовим організаціям відстоювати будь-які інші феміністичні програми. У цьому сенсі можна розрізнити ліберальний державний фемінізм, який зустрічається в західних демократіях, таких як країни Північної Європи, і дещо більш авторитарний державний фемінізм, який часто також пов'язаний із секуляризмом, який зустрічається, наприклад, у деяких країнах Близького Сходу.

## Суть

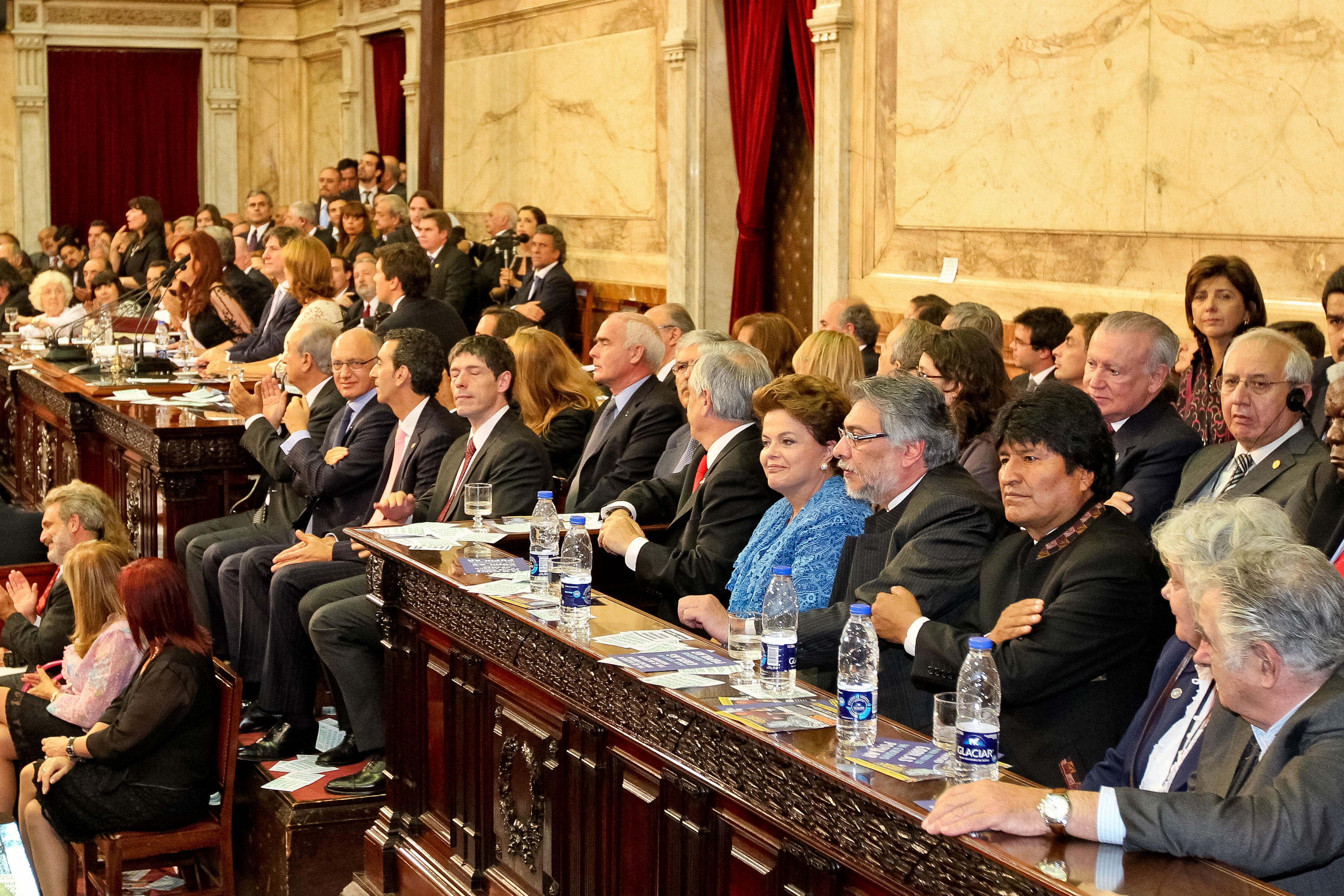
Зображення Палати депутатів Аргентини

Державний фемінізм — політика уряду або держави, яка є корисною для прав жінок і покращення життя жінок. Дослідники державного фемінізму розглядають ефективність різних державних програм і те, як вони покращують права жінок та їх статус у своїх місцях. Деякі дослідники, такі як Елізабет Фрідман, припустили, що для того, щоб державний фемінізм був успішним, важливо, щоб існував сильний жіночий рух, який працює незалежно від держави. В Австралії та Нідерландах тих, хто просуває державний фемінізм, можна назвати «фемократками». Також може бути корисним застосувати концепцію державного фемінізму для вивчення політики щодо жінок у країнах із сильною центральною державою, наприклад у Японії.

### Походження
Термін «державний фемінізм» був введений норвезькою політологинею Гельгою Гернес у 1987 році. Феміністські теоретики у 1980-х роках почали переглядати роль уряду в позитивних результатах для життя жінок. Держава, як система, може підтримувати інтереси різних класів, статей і «расових ієрархій». Вона також може підтримувати різноманітну кількість програм, які мають різні рівні підтримки в уряді чи суспільстві. Теорія державного фемінізму походить від скандинавських країн та їх політики гендерної егалітарності. Протягом 1970-х і 1980-х років скандинавські феміністські організації успішно зверталися до своїх урядів з проханням про гендерну рівність. У той же час багато акторів підштовхували жінок до роботи, що призвело до руху жінок у громадську сферу. Гернес назвала ці кроки підходом до «дружньої до жінок» держави та «державного фемінізму». Гернес зазначила, що ліберальній політиці соціального забезпечення в поєднанні з високим рівнем представництва жінок у законодавчих органах є визначальними характеристиками кожної з цих держав.
У 1995 році за допомогою інших Макбрайд і Мазур заснували Дослідницьку мережу гендерної політики та держави (RNGS). RNGS прагнув прояснити ідею державного фемінізму, який спочатку був локалізувався «коли жіночі політичні агенції, діючи як союзники учасників жіночого руху, досягають політичних цілей і процедурного доступу до арен формування політики». Оскільки RNGS має експертів та експерток з гендерної політики, які вивчають політичні дебати щодо «гарячих питань» між 1960-ми та 2000-ми роками, з'явилася структурована державна феміністична теоретична основа.

### Теорія
Державний фемінізм обертається навколо уряду, який запроваджує гендерно-егалітарні цінності та політичні програми, які використовує держава. Це дозволяє зменшити недовіру, яку деякі феміністки відчувають до уряду в патріархальному суспільстві. Макбрайд і Мазур виділяють два типи державного фемінізму, що походять від альянсів між агентствами та рухами: «фемінізм державного руху» та «фемінізм трансформаційної держави». Перший описує, коли уряд реагує на жіночий рух у певному місці шляхом створення політики, яка просуває «вимоги, засновані на гендерній свідомості, жіночій солідарності та справі жінок». Структура державного фемінізму вимагає, щоб ці рухи мали два ключових компоненти: «дискурс, який розвивають жінки, коли вони розмірковують над власною гендерною свідомістю по відношенню до суспільства; і актори, які представляють цей дискурс у суспільному житті». Трансформаційний процес полягає в тому, що вимоги, які вже були започатковані в державі, стають «відверто феміністичними» і спрямовані на повну гендерну рівність і можливість трансформації стосунків між статями. Державний фемінізм також може спонукати уряд стати більш демократичним за своєю природою. Державний фемінізм слід концептуалізувати як градієнт. Кожне політичне агентство окремо бере участь у процесі просування політики, створюючи унікальні «суттєві та процедурні відповіді».
Хедлунд і Ліндберг далі розподіляють державний фемінізм на «макрорівень, мезорівень і мікрорівень». Вони називають оригінальну теорію державного фемінізму Гернес макрорівнем. Чимало досліджень пов'язують державний фемінізм із політичними агентствами, залишаючи вузьке поле. Для визначення мезорівня вони використовують опис державного фемінізму Трелфол, «результат взаємодії між агітацією знизу та інтеграційною політикою зверху». Мезорівень найкраще визначає взаємодію між жінками, яких немає в державі, та бюрократами. Це передбачає доступ жінок до політичного порядку денного та цілей політики. Нарешті, мікрорівень складається з 4 типів. Тип A — це коли обраний уряд приймає бажання «феміністок правління», тип B включає дії «революційних або необраних лідерок» для жінок, тип C включає обраних посадових осіб, які розробляють політику на підтримку жінок, а тип D — це «створення механізм жіночої політики».

### Агентства з питань жіночої політики
Жіночі політичні агенції (WPA), такі як Комісія рівних можливостей Великої Британії або Міністерство з прав жінок Франції, створені для забезпечення участі жінок у державі. WPA змінили точку зміни феміністичних рухів з-поза уряду на теперішню всередині уряду. Отже, WPA використовувалися для просування певних програм, які узгоджуються з поточними програмами політики та приносять користь елітам. RNGS виявив, що рухи жінок є більш успішними при роботі з WPA. Відповідно, коли ці альянси досягають «процедурних і змістовних цілей руху», державний фемінізм досягається. Ідею державного фемінізму часто пов'язують із створенням в уряді агенцій з питань жіночої політики. Однак створення такої політики не означає, що феміністичні результати мають місце відповідно до RNGS. Таким чином, державний фемінізм не слід плутати з діями щодо урядових установ, які підтримують політику щодо жінок.

## Державний фемінізм всередині країни

### Авторитарні держави

#### Туреччина
У ХХ столітті уряд Туреччини «випередив фемінізм». Програма турецького національного уряду в 1920-х роках включала обов'язкову дехіджабізацію (розкриття жінок), доступ жінок до більшої освіти та роботи, а також політичні права для жінок, і все це було частиною національних зусиль наслідувати деякі західні культурні особливості в мусульманському нація.
У 1980-х роках серед дочок провідних жінок кемалістського руху Туреччини з'явилася друга хвиля фемінізму. Жінки були феміністками за визначенням уряду та керівництва. Державний фемінізм, якого вони дотримувалися, за словами вченої Марго Бадран, прикривав частини патріархату видимістю західної прогресивності.
У ХХІ столітті уряд Туреччини під керівництвом Реджепа Таїпа Ердогана позбавив багатьох прав жінок, оскільки Туреччина стала більш консервативною та ісламістською. У 2021 році Туреччина навіть вийшла з договору про права жінок.

#### Ємен
У Південному Ємені, також відомому як Народна Демократична Республіка Ємен (з подальшим об'єднанням двох Єменів в один, колишній PDRY тепер загалом Південний Ємен), державний фемінізм мало вплинув на патріархат і не мав великого впливу за межі Адена, портове місто в країні. «Жінки на півдні … здавалося, що їхні здобутки ніколи не будуть скасовані. Вони поводилися як феміністки, якщо під цим розумілося формування життя за власним вибором через доступ до нових можливостей, які їм пропонувалися. Але вони не прийняли феміністичну ідеологію чи ідентичність, оскільки держава перешкоджала цьому. Коли соціалістичний режим впав, крихкі досягнення державного фемінізму пішли разом з ним». «Жінки Півночі набули гострої гендерної свідомості та розвинули практичні феміністичні навички… але вони не мали легітимного політичного простору. Жінки Півдня змогли використати освітні та професійні переваги, надані державним фемінізмом, але вони не мали незалежного ідеологічного простору, в якому могли б розвивати власний фемінізм».
Так проаналізував Ємен після об'єднання один автор.

### Ліберальні демократії

#### Норвегія

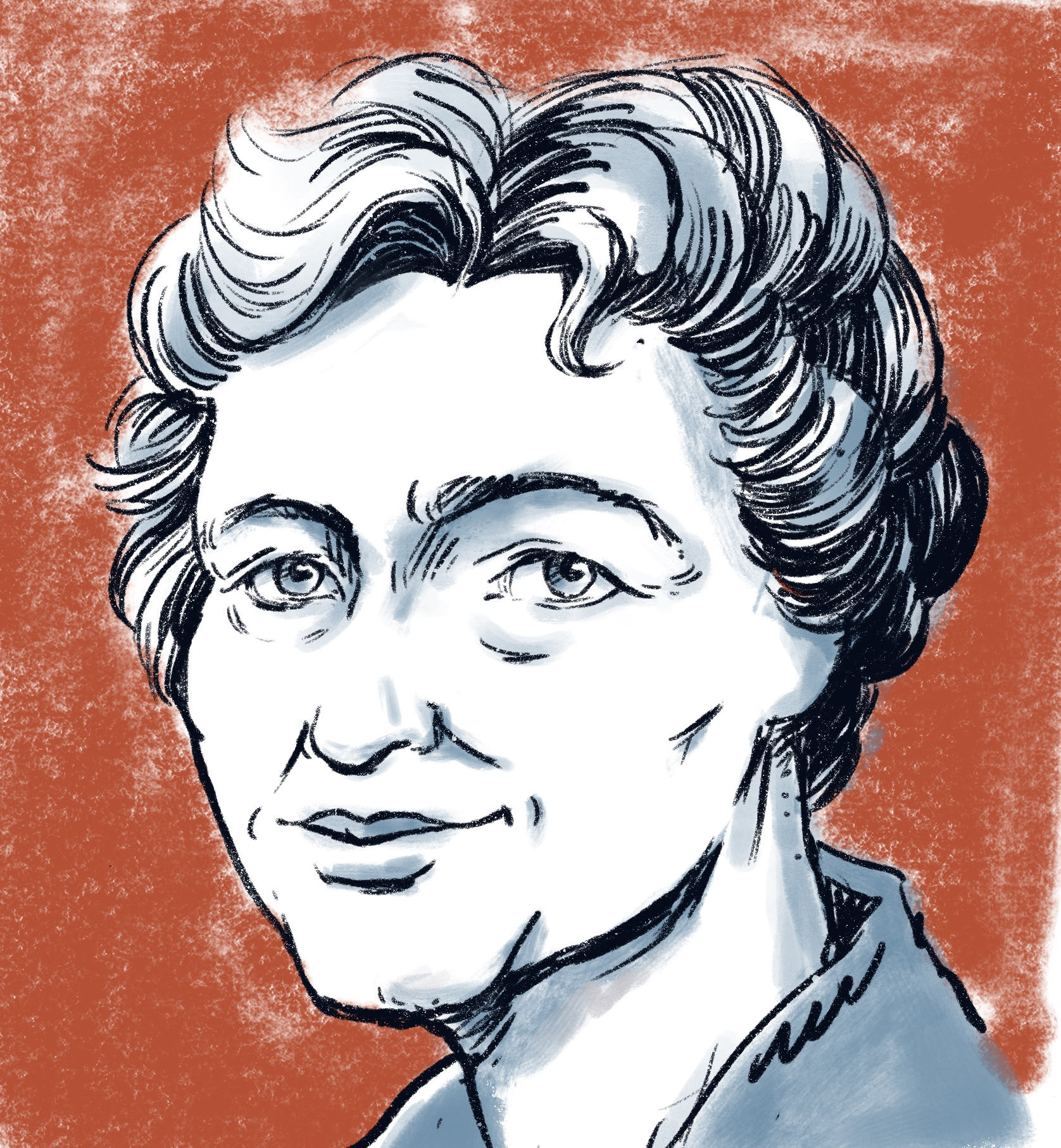
Єва Колстад — піонерка політики гендерної рівності в Норвегії та в ООН як президент Норвезької асоціації прав жінок, міністерка кабінету міністрів та омбудсвумен з питань гендерної рівності.

Норвегія має традицію підтримуваного урядом ліберального фемінізму з 1884 року, коли за підтримки прогресивного істеблішменту в рамках правлячої на той час Ліберальної партії (яка отримала 63,4 % голосів у вибори наступного року) була заснована Норвезька асоціація прав жінок (NKF). Серед засновниць асоціації були п'ять норвезьких прем'єр-міністерок, і кілька її перших лідерок були одружені з прем'єр-міністрами. Спираючись на першу хвилю ліберального фемінізму, вони працювали «для сприяння гендерній рівності та правам людини жінок і дівчат у рамках ліберальної демократії та через політичні та правові реформи». З 1884 року члени NKF відігравали ключову роль у розвитку урядового апарату та законодавства щодо гендерної рівності в Норвегії. З 1970-х років задля професіоналізації захисту гендерної рівності «уряд Норвегії прийняв ідеологію [рівності] NKF як свою власну» і ухвалив закони та створив державні установи, такі як Уповноважена з питань гендерної рівності на основі пропозицій NKF. Нові урядові інституції для сприяння гендерній рівності також були в основному створені та очолювані видатними членами NKF, такими як Єва Колстад, колишня президент NKF та перша омбудсвумен з питань гендерної рівності. Феміністичну традицію NKF часто описують як державний фемінізм Норвегії. Сам термін «державний фемінізм» придумала член NKF Гельга Гернес. Незважаючи на те, що він виріс із прогресивного лібералізму XIX століття, норвезький ліберальний фемінізм не обмежується лібералізмом у сучасному партійно-політичному розумінні, і NKF широко репрезентує демократичний політичний спектр від лівоцентристського до правоцентристського, включаючи соціал-демократичну Робітничу партія. Суддя верховного суду Норвегії та колишній президент NKF Карін Марія Брузеліус описала ліберальний фемінізм NKF як «реалістичний, тверезий, практичний фемінізм».

#### Швеція

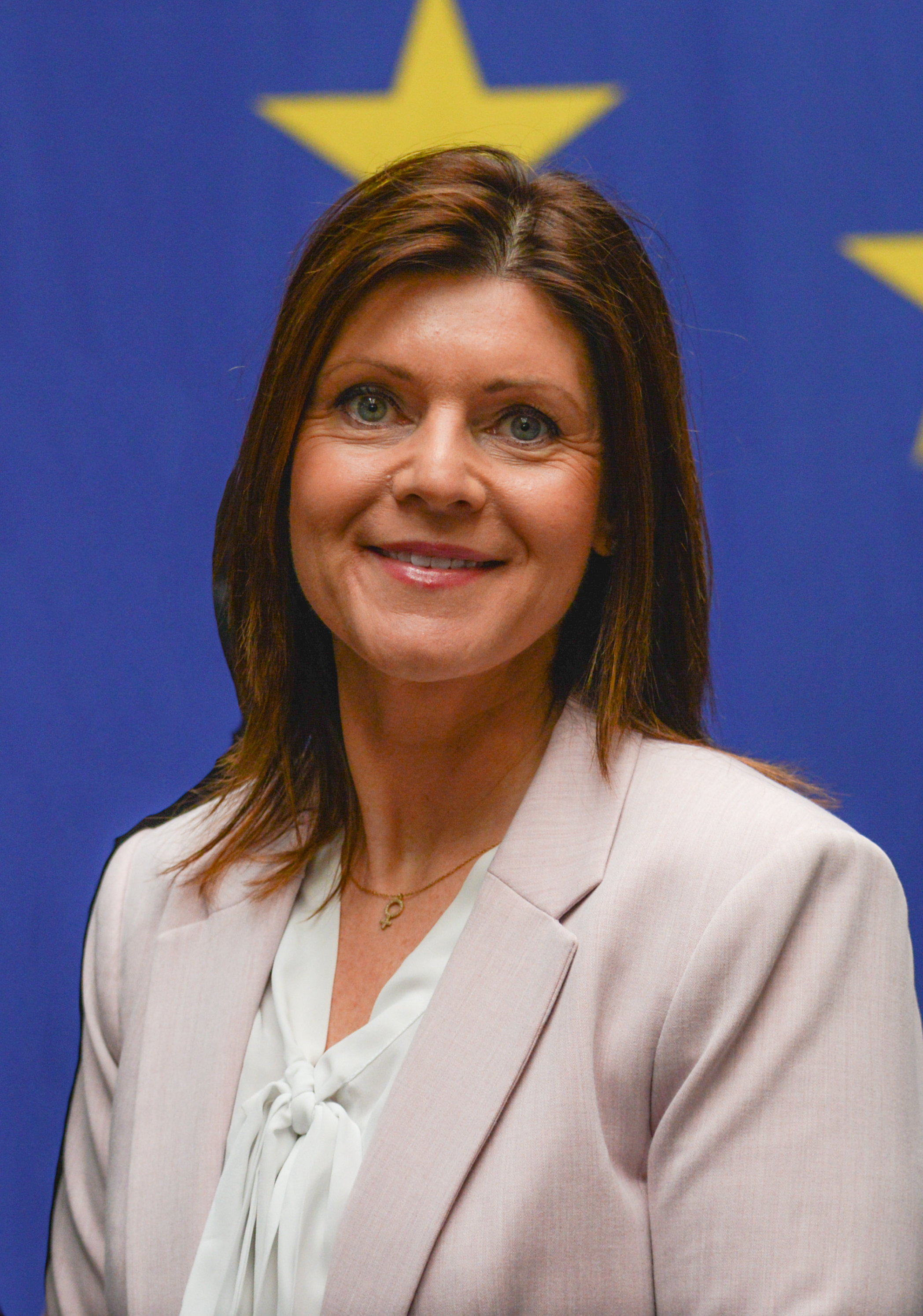
Єва Нордмарк, нинішня міністерка із питань гендерної рівності Швеції

з 1960-х років Швеція впроваджує гендерну рівність через урядову політику. Проте лише в 1970-80-х роках Швеція визнала гендерну рівність своєю власною політичною сферою. Навіть тоді політика стосувалася лише питань праці, пов'язаних із статтю. У 1976 році Швеція створить посаду міністерки з питань гендерної рівності, яка буде відповідати за підтримку гендерної рівності. Пізніше, у 1982 році, було засновано Відділ гендерної рівності, щоб допомогти міністерці «розробити принципи політики гендерної рівності, підготувати законодавство про гендерну рівність і узгодити це законодавство з іншими міністрами». У Швеції також є Рада з гендерної рівності, яка складається з «представниць жіночого руху… політичних партій, НУО та соціальних партнерів» і зустрічається з міністеркою 4 рази на рік.
Поряд із згаданою раніше урядовою політикою, Швеція також розробила власні агентства з питань політики щодо жінок, які пов'язують уряд із державним фемінізмом. Крім того, жіночі рухи досягли історичного успіху, коли уряд втілив їхні вимоги в життя. Цей зв'язок породив у жіночих рухів очікування, що держава загального добробуту запровадить «публічні заходи щодо гендерної рівності». Однією з гілок шведських агенцій з питань жіночої політики є їхні Жіночі ресурсні центри (WRC). WRC отримують державне фінансування, щоб збалансувати гендерне представництво в політиці регіонального розвитку. Шведський уряд почав фінансувати WRC у 1990-х роках після того, як утворився альянс між «жіночим рухом, феміністськими дослідниками та феміністськими політиками». Станом на 2005 рік в країні було близько 150 WRC.
У 1980 році було прийнято Закон про рівність між жінками та чоловіками на роботі, а разом з ним з'явились 2 ради для забезпечення його дотримання: Омбудсмен з рівних можливостей і Комісія з рівних можливостей. Ця політика спочатку була неефективною, оскільки охоплювала лише «питання дискримінації на ринку праці, які не врегульовані колективними договорами». У 1994 році було внесено зміни, які скасували виключення колективних договорів і змусили всі робочі місця з понад 10 працівниками мати план гендерної рівності.

### Середній Схід
У 1980-х і 1990-х роках «феміністські активістки та вчені на Близькому Сході вийшли за межі „державного фемінізму“ та оголили його патріархальний вимір».

### Комуністичний і соціалістичний режими
«Шерон Весокі охарактеризувала стосунки жіночого руху, що виникає, з [китайською] державою як „симбіотичні“, що містять елементи як автономії, так і залежності, і діють переважно всередині, а не в опозиції до партійно-державних установ».
Пишучи про Китай, Бадран стверджував, що «„державні фемінізми“ також були дискредитовані в інших місцях [ наприклад, у Китаї] після краху комуністичного та соціалістичного режимів».
Після розколу Німеччини східна сторона побачила впровадження Mütter- und Kinderschutzgesetz. Ця політика створила всеохоплюючу державну програму догляду за дітьми, яка в результаті призвела до безпрецедентного 78 % рівня зайнятості для жінок. Централізований уряд країни вважається основною причиною того, чому феміністки змогли успішно реалізувати політику. Крім того, вище державне фінансування дозволило забезпечити більший успіх соціальних програм до возз'єднання.

## Критика
«Багато феміністок […] вважають поняття державного фемінізму оксюмороном». Незалежні жіночі рухи можуть бути заборонені урядом. Державний фемінізм також може бути способом, за допомогою якого уряд бере на себе роль виступу від імені жінок, а не дозволяє жінкам самим говорити та висувати вимоги.

### Ринковий фемінізм
Деякі лослідниці стверджують, що термін державний фемінізм застарів, оскільки політична структура, яка постійно змінюється, переросла складність, яку може представляти державний фемінізм. У другій половині ХХ століття джерело державної влади було перерозподілено через наднаціональні союзи та федералізм. Разом з цим, перехід влади до невиборних посадових осіб та НУО означав, що тепер для формування політики.інші учасники співпрацюють із державою. Через це політичні агентства зазнали деполітизації, коли уряди повинні не контролювати політику, а керувати нею. У зв'язку з цим жіночі рухи змушені були коригувати напрями в бік «професіоналізації» та «транснаціоналізації». Професіоналізація полягає у створенні НУО та фінансуванні гендерних експертів для створення власних джерел політичних агентств. З іншого боку, транснаціоналізація жіночих рухів призвела до того, що глобальні жіночі мережі співпрацюють з наднаціональними організаціями для впровадження жіночих питань у договори та іншу міжнародну політику. З цього можна зробити висновок, що реструктуризація держави за допомогою неолібералізму вплинула на реалізацію феміністичної політики. Кантола та Сквайрс пропонують більш сучасний термін «ринковий фемінізм», який діє подібно, але вимагає, щоб відносини між «агенціями та рухом і державою» були чітко різними, щоб вони мали «конкретні стратегії, фінансування та дискурси, які спираються на про ринкові ідеї та практики».